# Stomaphis japonica
Stomaphis japonica är en insektsart som beskrevs av Takahashi, R. 1960. Stomaphis japonica ingår i släktet Stomaphis och familjen långrörsbladlöss. Inga underarter finns listade i Catalogue of Life.